# 8818 Hermannbondi
8818 Hermannbondi è un asteroide della fascia principale. Scoperto nel 2001, presenta un'orbita caratterizzata da un semiasse maggiore pari a 2,783929 UA e da un'eccentricità di 0,083178, inclinata di 1,775955° rispetto all'eclittica. Ha un diametro di 9,448 km e un'albedo di 0,062.
Fa parte della famiglia di asteroidi Astrid.
L'asteroide è dedicato al cosmologo austriaco naturalizzato britannico Hermann Bondi, sviluppatore della Teoria dello stato stazionario dell'universo in collaborazione con Fred Hoyle.